# Ceromya flaviseta
Ceromya flaviseta là một loài ruồi trong họ Tachinidae.